# Cantonul Neuvy-le-Roi
Cantonul Neuvy-le-Roi este un canton din arondismentul Tours, departamentul Indre-et-Loire, regiunea Centru, Franța.

## Comune
- Bueil-en-Touraine
- Chemillé-sur-Dême
- Épeigné-sur-Dême
- Louestault
- Marray
- Neuvy-le-Roi (reședință)
- Saint-Aubin-le-Dépeint
- Saint-Christophe-sur-le-Nais
- Saint-Paterne-Racan
- Villebourg